# Bataille de Noemfoor
Seconde Guerre mondiale
Batailles
- Rabaul
- 1re Salamaua-Lae
- Mer de Corail
- Piste Kokoda
- Baie de Milne
- Goodenough
- Buna-Gona-Sanananda
- Lilliput
- Merauke

- Wau
- Mer de Bismarck
- I-Go
- 2e Salamaua-Lae
- Chronicle
- Monts Finisterre
- Bougainville
- Bombardement de Wewak
- Péninsule de Huon
- Nouvelle-Bretagne
- Bombardement de Rabaul

- Neutralisation de Rabaul
- Îles de l'Amirauté
- Emirau
- Take Ichi
- Nouvelle-Guinée occidentale

La bataille de Noemfoor est une bataille de la guerre du Pacifique durant la Seconde Guerre mondiale lors de la campagne de Nouvelle-Guinée. 
L'état-major américain voulut prendre les 3 aérodromes que les Japonais avaient construit sur cette île avec le recours de travailleurs forcés Taïwanais et Indonésiens qui étaient encore environ 1 100 sur l'île au début de la bataille.

## La bataille
L'assaut amphibie fut mené par le 158e régiment d'Infanterie le 2 juillet 1944, les forces américaines ne rencontrèrent presque aucune opposition sur les plages, en raison de l'intense bombardement naval y ayant eu lieu les heures précédentes, et des raids aériens des précédentes semaines qui ont drastiquement mis à mal les fortifications japonaises près des côtes. L'US Army prenant ce même jour un premier aérodrome, celui de Kamiri, ne déplora que 3 morts et 21 blessés le premier jour de la bataille, les Japonais perdirent de leur côté au moins 115 tués.
Ne connaissant pas les forces réelles et la taille de la garnison ennemie stationnée sur l'île, deux bataillons du 503e du parachutistes furent lâchés dès le lendemain sur Kamiri. Des mauvaises communications avec les troupes au sol firent que les parachutistes furent non seulement lâchés trop près du sol mais également souvent sur des zones constellées de matériel et véhicules américains, d'équipement japonais détruits mais aussi de troncs d'arbres qui engendrèrent 128 blessés sur les 1424 hommes ayant atterri sur l'île le 3 et 4 juillet. Malgré tout, ce renfort de troupes a permis d'accélérer les opérations, permettant à l'infanterie arrivée par la mer le 2 juillet de poursuivre leur avancée dans l'île. Face à ces déconvenues, le dernier bataillon de ce régiment arrivera par la mer le 11 juillet.
Le 4 juillet, un bataillon du 158e régiment d'Infanterie pris le contrôle du deuxième aérodrome, celui de Kornasoren qui s'est avéré miné et défendu par une résistance anecdotique. Cependant, une contre-attaque japonaise d'environ 400 hommes y fut repoussée le 5 juillet.
Le bataillon de parachutistes arrivé par la mer le 11 juillet pris le contrôle de l'île de Namber et de son aérodrome le même jour.
La majeure partie de l'île sécurisée, il restait malgré tout un groupe de soldats japonais d'environ 500 hommes encore actifs dans le sud de l'île qui fut traqué et lentement annihilé par les parachutistes jusqu'à la fin du mois d'août.
Le 31 août 1944, l'île fut déclarée sécurisée.

## Conséquences
Sur les 3 aérodromes conquis, seuls deux d'entre eux furent en fait utilisés par l'US Air Force, ceux de Kamiri et de Kornosaren. Celui de Kornosaren fut agrandi et amélioré et fut pleinement opérationnel dès le 2 septembre 1944.
Il servit notamment pour les bombardements de Bornéo et de ses installations pétrolières.
Près de 700 travailleurs forcés furent libérés par les Américains (144 Indonésiens et plus de 550 Taïwanais).